# St. Veit (Veilsdorf)

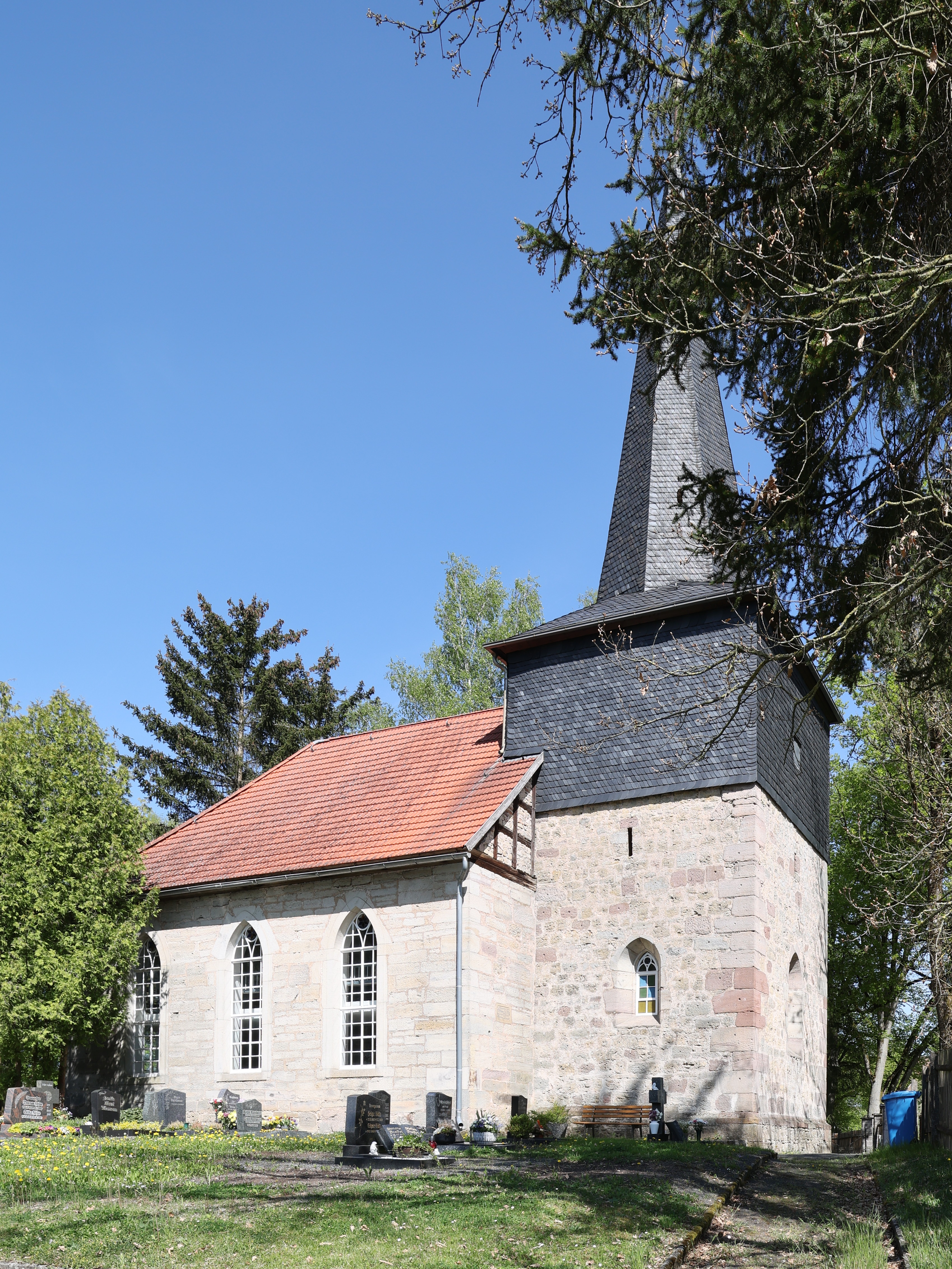
St. Veitskirche

Die denkmalgeschützte evangelisch-lutherische Friedenskirche St. Veit steht am Friedhof der Gemeinde Veilsdorf im Landkreis Hildburghausen in Thüringen.
Die Friedhofskirche soll die ältere der beiden Kirchen in Veilsdorf sein. 1308 wurde sie erstmals urkundlich erwähnt. Sie war ursprünglich eine Wehrkirche und mit einer starken Mauer umgeben.
Der Innenraum ist mit hölzernen Bänken und der Empore ausgerüstet. Die Kirche dient ausschließlich als Andachtsraum und für Trauerfeiern. Sie wird auch genutzt, um der Gefallenen der Weltkriege zu gedenken.
1952 wurde die Kirche in Friedenskirche umbenannt.